# Берег озера с берёзами
«Берег озера с берёзами» (нем. Seeufer mit Birken) — пейзаж кисти австрийского художника Густава Климта. Одна из ранних пейзажных работ художника, датируется 1901 годом. Более века картина не меняла владельцев и до 2011 года полностью выпала из поля зрения публики и климтоведов.
Пейзаж отличается неожиданным ракурсом, единством и запутанностью композиции и контрастностью форм. Большую часть картины занимает сверкающая водная гладь, в которой отражается тёмная листва деревьев на противоположном для зрителя берегу озера. Два гибких серебристо-белых берёзовых ствола, пересекающих правую часть картины, написаны с очень близкого расстояния, пышная трава с россыпью жёлтых цветов под ними контрастирует с бликами воды.
«Берег озера с берёзами» был приобретён на Германской национальной художественной выставке в Дюссельдорфе в 1902 году супружеской парой Рихардом и Кларой Кёнигс-Бунге. В 2011 году их наследница, проживающая в Нидерландах, обратилась за консультацией к признанному климтоведу Альфреду Вайдингеру, в то время занимавшему должность заместителя директора галереи Бельведер и выступившему издателем «Полного каталога произведений живописи Густава Климта с комментариями», поскольку не обнаружила в нём свой пейзаж. Расследованием Вайдингера было установлено несколько свидетельств существования картины. В августе 1901 года Климт из Литцльберга на Аттерзе в переписке сообщал любовнице Мицци Циммерман, что у него «в работе» находятся несколько пейзажей, в том числе красный крестьянский дом, рощица в тени на залитом солнцем лугу и некий «берег озера». Пейзаж обнаруживается также на фотографии из зала XIII выставки Объединения деятелей изобразительного искусства, проходившей в феврале-марте 1902 года в Доме сецессиона. Тогда пейзаж демонстрировался рядом с портретом Марии Хеннеберг. Снимок пейзажа инфракрасной камерой, позволяющий увидеть грунт, подтвердил авторство Климта.
В феврале 2012 года пейзаж «Берег озера с берёзами», оценивавшийся в 7—9,5 млн евро, был предложен на аукционные торги «Сотбис» в Лондоне, но не нашёл покупателя. Тем не менее, он был продан в результате частной сделки в тот же день за 5 641 250 фунтов (6 756 525 евро).